# Литературна награда на Фондация „Юрген Понто“
Литературната награда на Фондация „Юрген Понто“ (на немски: Literaturpreis der Jürgen Ponto-Stiftung) е учредена през 1978 г. в памет на банкера Юрген Понто, убит на 30 юли 1977 г. от терористичната „Фракция Червена армия“. Отличието се присъжда ежегодно като поощрение на млади автори, „които работят над първия си ръкопис на книга и разкриват особена литературна дарба“. Наградата има за цел „да помогне по пътя им в професионалното писателско поприще“.
След 2002 г. наградата е в размер на 15 000 €.

## Носители на наградата (подбор)
- Мартин Мозебах (1980)
- Маркус Вернер (1984)
- Арнолд Щадлер (1989)
- Барбара Кьолер (1990)
- Курт Драверт (1991)
- Андреас Майер (2000)